# Talob
Talob je potok, ki nabira svoje vode v hribovju vzhodno od Litije in se pri vasi Sava kot desni pritok izliva v reko Savo. 